# 海へと/プールにて
「海へと/プールにて」（うみへと / プールにて）は、PUFFYの11枚目のシングル。2000年4月5日発売。発売元はエピックレコードジャパン。

## 解説
- 「海へと」はサントリー「ビックル」、「プールにて」はライオン「エメロン アクアピュア」CMソング。
- PVは、2000年にテキサスで開催されたSXSWに出演するために渡米した際、番組収録やリハーサルの合間を縫って撮影された。
- パフィー初のマキシシングル。
- 両曲ともアルバム『SPIKE』に収録され、それぞれの英題は「Into the Beach」「Swimming Pool」である。
- 作詞作曲を手掛けた奥田は両曲を気に入っており、自身のライブでもセルフカバーを行っている。
- 木村拓哉は「海へと」が好きで、『27時間テレビ』で奥田と競演する際この曲をリクエストした。木村が奥田に「なぜ自分で歌わないのか」と聞いたところ、「時間がなくてPUFFYにとられた」と明かした。

## 収録曲
（全作詞・作曲・編曲：奥田民生）
1. 海へと
2. プールにて
3. 海へと（オリジナル・カラオケ）
4. プールにて（オリジナル・カラオケ）

## 演奏
- PUFFY：ボーカル
- 奥田民生、長田進：ギター
- 根岸孝旨：ベース
- 古田たかし：ドラムス
- 斎藤有太：キーボード

## 収録アルバム
- SPIKE (#1,2)
- The Very Best of Puffy / amiyumi jet fever (#1)
- Hit&Fun (#1)
- PUFFY karaoke PLAYLIST (#3)　配信アルバム
- MARCHING PUFFY—Puffy cover album[1]

## カバー
- イギリスのパンクバンド・SNUFFのドラム及びヴォーカルを担当するダンカン・レッドモンズが、ソロプロジェクト「DUNCAN'S DIVAS」名義で「海へと」をカバーしている（2007年のアルバム『Sticks Up Girls』にUmi E To として収録[2]。）
- 奥田民生（2003年、アルバム『OKUDA TAMIO LIVE SONGS OF THE YEARS』）